# Supercuccioli a Natale - Alla ricerca di Zampa Natale
Supercuccioli a Natale - Alla ricerca di Zampa Natale (Santa Buddies) è un film del 2009 diretto da Robert Vince. 
Fa parte della serie di film iniziati con Air Bud - Campione a quattro zampe del 1997.
Il film racconta di una delle tante avventure dei fratelli golden retriever che nonostante abitino in case diverse affrontano varie avventure.

## Trama
I fratelli golden retriever aiutano il figlio del cane di Babbo Natale, ossia Zampa Natale Junior, che era scappato dal polo Nord perché stufo della sua vita monotona e arrabbiato con suo padre, a scappare da un canile e a fargli capire l'importanza del Natale.